# Loxophlebia pheiodes
Loxophlebia pheiodes är en fjärilsart som beskrevs av Paul Dognin 1914. Loxophlebia pheiodes ingår i släktet Loxophlebia och familjen björnspinnare. Inga underarter finns listade i Catalogue of Life.